# Tarassiwka (Tjatschiw)
Tarassiwka (ukrainisch Тарасівка; russisch Тарасовка Tarassowka, slowakisch Teresová, Terešul, ungarisch Tereselpatak) ist ein Dorf in der ukrainischen Oblast Transkarpatien mit etwa 3000 Einwohnern (2001).
Bis zum 25. Juni 1946 trug der Ort den Namen Tereschul (Терешул).
Am 12. Juni 2020 wurde das Dorf ein Teil neu gegründeten Landgemeinde Neresnyzja im Zentrum des Rajons Tjatschiw; bis dahin bildete es die Landratsgemeinde Tarassiwka (Тарасівська сільська рада/Tarassiwska silska rada).
Das im 16. Jahrhundert erstmals schriftlich erwähnte Dorf liegt in den Waldkarpaten auf 426 m Höhe im Tal der Tarassiwka, einem Nebenfluss der Tereswa, 39 km nordöstlich vom Rajonzentrum Tjatschiw und 170 km südöstlich vom Oblastzentrum Uschhorod.